# أولاد عزوز (قبيلة)

أولاد عزوز هي قبيلة مغربية عربية تنستب لبحر ابن سبع ابن جابر الهيلالي ويسمى جدهم بالبحر الصغير ربما لأن العرب كانوا يطلقون نفس تسمية على اثنين من أبنائهم مثال عمر الكبير أو الأول وعمر الثاني ابني الامام علي بن أبي طالب خاضت القبيلة حربا ضروسا ضد قبلتي أولاد إبراهيم وسماعلة في القرن الثامن عشر في اطار حلف قبلي ضم أولاد عزوز والمفاسيس وقد مول اليهود المرابون هذه الحرب القذرة التي هدفت إلى تمزيق الوطن الواحد وقد عرفت باسم السيبة وكانت جهة ورديغة وشاوية من بين المناطق المستهدفة من طرف اليهود الذين مولوا بأوامر فرنسية الحرب من خلال اقراض القبائل ومدها بسلاح والعتاد لضرب بعضها بعضا سواء في المناطق العربية أو الأمازيغية قوضت هذه الحرب القوة المغربية التي مرغت في سابق انوف المحتلين كالبرتغال والإسبان في تراب حيث توفي نتيجة هذه الحرب المادة الخام لكل حرب ثورية الا وهم الرجال القادرون على حمل السلاح ومواجهة المحتل ولم يستطع المغرب تعويض النقص الا بعد مرور حوالي الاربعين سنة حيث انطلقت حرب التحرير الوطنية ليشارك فيها أبناء الوطن جميعا لدحر المستعمر، ظهرت في أيام بناء مدينة حطان وتبعد عنها 22 كلومتر تقريبا. هناك العديد من القريات المجاورة لها مثل جمعة المفاسيس والسكان. وأهل القرية يحتفلون سنويا بموسم خميس أولاد عزوز.
وتتكون القبيلة من مجموعة دواوير:أهل سوس أولاد الشاوي أولاد الباهي أولاد الحاج لمليكات أولاد عمر لقوارا 
تضم المدينة سوقين اسبوعيين يومي الثلاثاء والخميس
وقد اكتشف بها مؤخرا مناجم الفوسفاط تعرف القرية حاليا هجرة مكثفة نحو إيطاليا.
1. ↑  "نسب اولاد عزوز او العزوزيين". ansab.ahlamontada.com. مؤرشف من الأصل في 2024-02-11. اطلع عليه بتاريخ 2024-02-09.